# Karl Alfred von Croÿ
Carl Alfred Ludwig 12. Herzog von Croÿ (* 29. Januar 1859 in Brüssel; † 28. September 1906 in Schloss Karapancsa bei Hercegszántó in Ungarn) war der Standesherr der ehemaligen westfälischen Herrschaft Dülmen und Mitglied des Preußischen Herrenhauses.

## Herkunft und Familie
Carl Alfred von Croÿ entstammte einer uradeligen Familie der Picardie, die bereits im frühen 12. Jahrhundert mit Guermond und Robert de Croy erscheint. Die Familie hatte sich seit dem späten Mittelalter in den südlichen Niederlanden (heute zu Belgien und Nordfrankreich gehörig) ausgebreitet. Die Herrschaft Croy wurde 1598 von König Heinrich IV. von Frankreich zum Herzogtum erhoben, im Gegenzug wurden die Croÿ als Feudalherren in den damals spanischen Niederlanden mit der Würde eines Granden I. Klasse von Spanien ausgezeichnet.
Im Zuge der französischen Eroberungen durch die Revolutionsheere wurden die bis dahin zum Römischen Reich Deutscher Nation gehörenden linksrheinischen Gebiete von Frankreich im Frieden von Lunéville 1801 annektiert und die dortigen reichsständischen Feudalherren (außer Croÿ auch Arenberg, Metternich, Quadt und andere) enteignet. Durch den Reichsdeputationshauptschluss wurden diese 1803 durch säkularisierte geistliche Gebiete im rechtsrheinischen Deutschland entschädigt. Die Familie Croÿ erhielt bei dieser Gelegenheit die Herrschaft Dülmen und wurde mit dieser Standesherrschaft im Wiener Frieden 1815 Preußen zugeteilt. Seit dem 12. Oktober 1854 wurden sie erbliche Mitglieder des Preußischen Herrenhauses.

## Leben
Carl Alfred Herzog von Croÿ wurde in Brüssel als einziger Sohn des Rudolf, 11. Herzog von Croÿ  und der Prinzessin Natalie von Ligne geboren. Eine seiner vier Schwestern war Erzherzogin Isabella von Österreich. Nach dem Tode seines Vaters erbte Carl Alfred nicht nur die Herrschaft Dülmen, sondern auch dessen Sitz im Preußischen Herrenhaus, den er von 1902 bis 1906 innehatte. 1884 und 1885 war er als Vertreter seines Vaters Mitglied des Provinziallandtags der Provinz Westfalen. Er war seit dem 25. April 1888 mit Marie-Ludmilla Prinzessin und Herzogin von Arenberg (1870–1953) verheiratet. Dieser Ehe entsprossen vier Kinder, drei Söhne und die Tochter Isabella. Carl Alfred Herzog von Croy starb am 28. September 1906 in Schloss Karapancsa in Ungarn. Sein Sohn Karl Rudolf Engelbert Philipp Leo folgte ihm als 13. Herzog.